# Hannah Montana 3
Hannah Montana 3 är en CD utgiven av Walt Disney Records med musik från tredje säsongen av tv-serien Hannah Montana. Låt 1-12 och 14 framförs av Miley Cyrus som spelar Hannah Montana/Miley Stewart i tv-serien. Hon sjunger också låten I Wanna Know You med David Archuleta och If We Were a Movie med Corbin Bleu. Låt nummer 13 sjunger Mitchel Musso som spelar Oliver i Hannah Montana

## Låtlista
| 2  | "Let's Do This" (Derek George, Tim Owens, Adam Tefteller, Ali Theodore)                                                         |
| 3  | "Mixed Up" (Kara DioGuardi, Marti Frederiksen)                                                                                  |
| 4  | "He Could Be the One" (DioGuardi, Mitch Allan)                                                                                  |
| 5  | "Just a Girl" (Toby Gad, Arama Brown)                                                                                           |
| 6  | "I Wanna Know You" feat. David Archuleta (Chen Neeman, Jeannie Lurie, Aris Archontis)                                           |
| 7  | "Supergirl" (Dan James, DioGuardi)                                                                                              |
| 8  | "Every Part of Me" (Adam Watts, Andy Dodd)                                                                                      |
| 9  | "Ice Cream Freeze (Let's Chill)" (Matthew Gerrard, Robbie Nevil)                                                                |
| 10 | "Don't Wanna Be Torn " (DioGuardi, Allan)                                                                                       |
| 11 | "Let's Get Crazy" (Colleen Fitzpatrick, Michael Kotch, Dave Derby, Michael "Smidi" Smith, Stefanie Ridel, Mim Nervo, Liv Nervo) |
| 12 | "I Wanna Know You" (Chen Neeman, Lurie, Aris Archontis)                                                                         |
| 13 | "Let's Make This Last 4Ever" (Justin Gray, Michael Raphael, Sam Musso, Mitchel Musso)                                           |
| 14 | "If We Were a Movie" feat. Corbin Bleu (Lurie, Holly Mathis)                                                                    |